# Schüpfen
Schüpfen (toponimo tedesco) è un comune svizzero di 3 752 abitanti del Canton Berna, nella regione del Seeland (circondario del Seeland).

## Monumenti e luoghi d'interesse
- Chiesa riformata, attestata dal 1268 e ricostruita nel 1741-1742[1].

## Società

### Evoluzione demografica
L'evoluzione demografica è riportata nella seguente tabella:
Abitanti censiti

## Geografia antropica

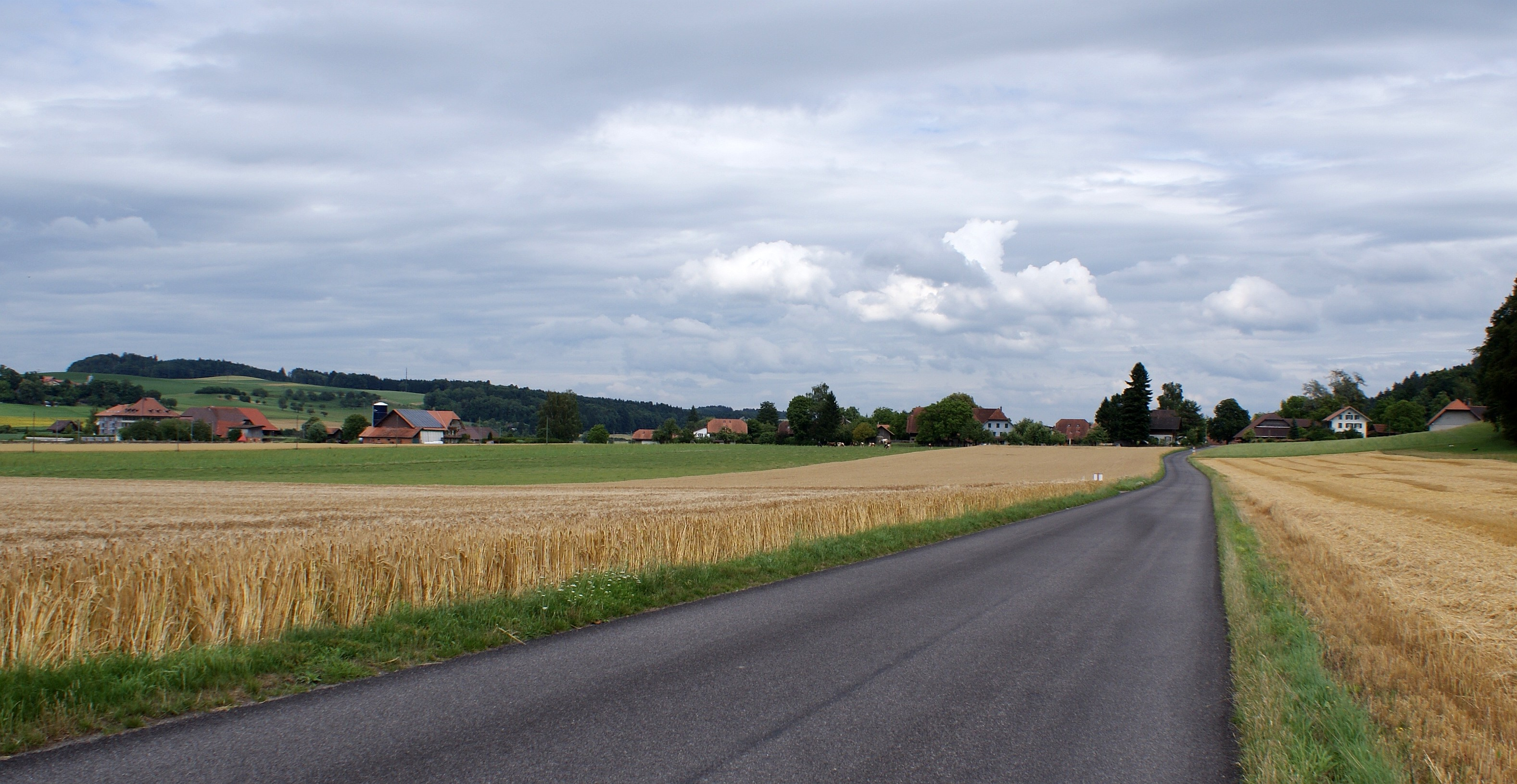
Schwanden

### Frazioni
Le frazioni di Schüpfen sono:
- Allenwil
- Bundkofen
- Bütschwil
- Saurenhorn
- Schüpberg
- Schwanden
- Winterswil
- Ziegelried

## Infrastrutture e trasporti
Schüpfen è servito dall'omonima stazione sulla ferrovia Bienne-Berna.

## Amministrazione
Ogni famiglia originaria del luogo fa parte del cosiddetto comune patriziale e ha la responsabilità della manutenzione di ogni bene comune.